# سرن تاناکا
سرن تاناکا (انگلیسی: Seren Tanaka؛ زادهٔ ۹ نوامبر ۱۹۹۲) بازیکن هاکی روی چمن اهل ژاپن است.